# Cenabum

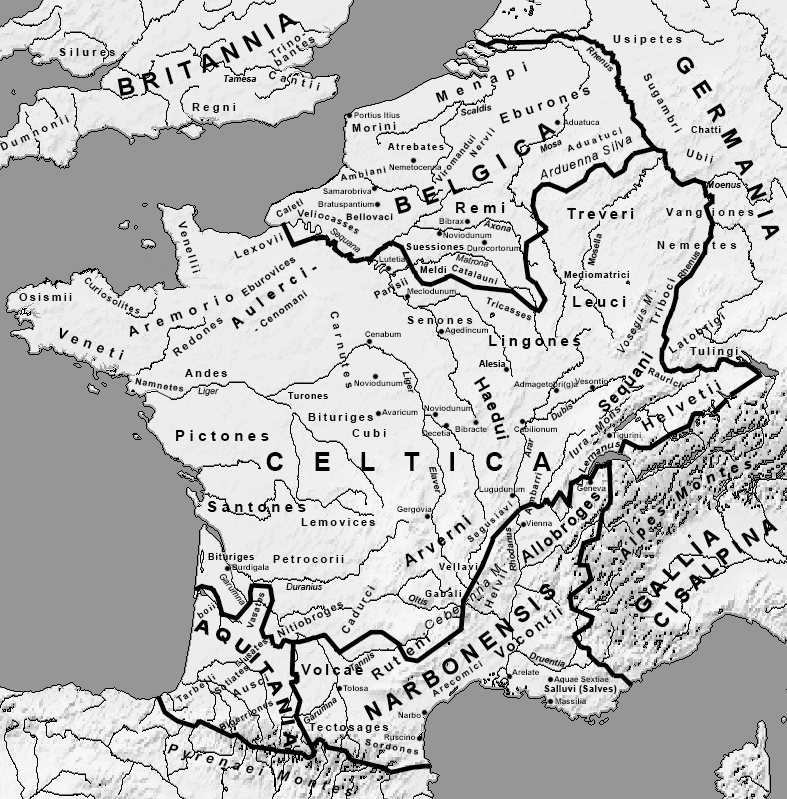
Les tribus gauloises et leurs principales villes.

 (octobre 2024).
Améliorez-le ou discutez des points à vérifier. 
Cenabum (parfois orthographiée Genabum) était le nom de la capitale des Carnutes, située à l'emplacement de l'actuelle ville française d'Orléans. Il s'agissait d'un oppidum et d'une cité commerciale prospère sur la Loire.
La ville, conquise par les armées de Jules César en -52 pendant la guerre des Gaules, est incorporée à la province de la Gaule lyonnaise. Les actes de résistance des autochtones refusant de se plier à la loi romaine sont réprimés par plusieurs massacres et la destruction quasi-totale de la ville.
Au IIIe siècle la cité est reconstruite à la suite d'une visite de l'empereur romain Aurélien. La ville aurait alors pris le nom d'urbs Aurelianorum (cité des Aurelii ou Orléanais), puis d'Aurelianum, au neuvième siècle, dont dériverait l'actuelle appellation de la ville.
En 498, la ville est conquise par les envahisseurs germaniques et rattachée au royaume du mérovingien Clovis Ier.

## Cenabum

### Époque celtique
Durant l'Antiquité (v. -2000 - v. 500), à l'emplacement actuel de la ville d'Orléans se tenait Cenabum, parfois orthographiée Genabum, une cité commerciale et oppidum des Carnutes, un peuple de la Gaule celtique. La cité, rivale de sa voisine Autricum (Chartres), est décrite comme prospère à l'époque, du fait de sa situation stratégique sur la Loire. Cenabum possède un pont sur la Loire. Des fossés secs et une palissade de terre la défendent. La ville est équipée d'un port, attesté dès avant l'époque romaine, et constitue le débouché commercial principal des céréales de la région naturelle de Beauce, située au nord-ouest. Strabon, dans sa Géographie, qualifie la cité (Κήναβον) d’emporium des Carnutes (τὸ τῶν Καρνούντον ἑμπόριον). La ville figure également dans la table de Peutinger, l'itinéraire d'Antonin et l'œuvre de Ptolémée.

### Époque romaine

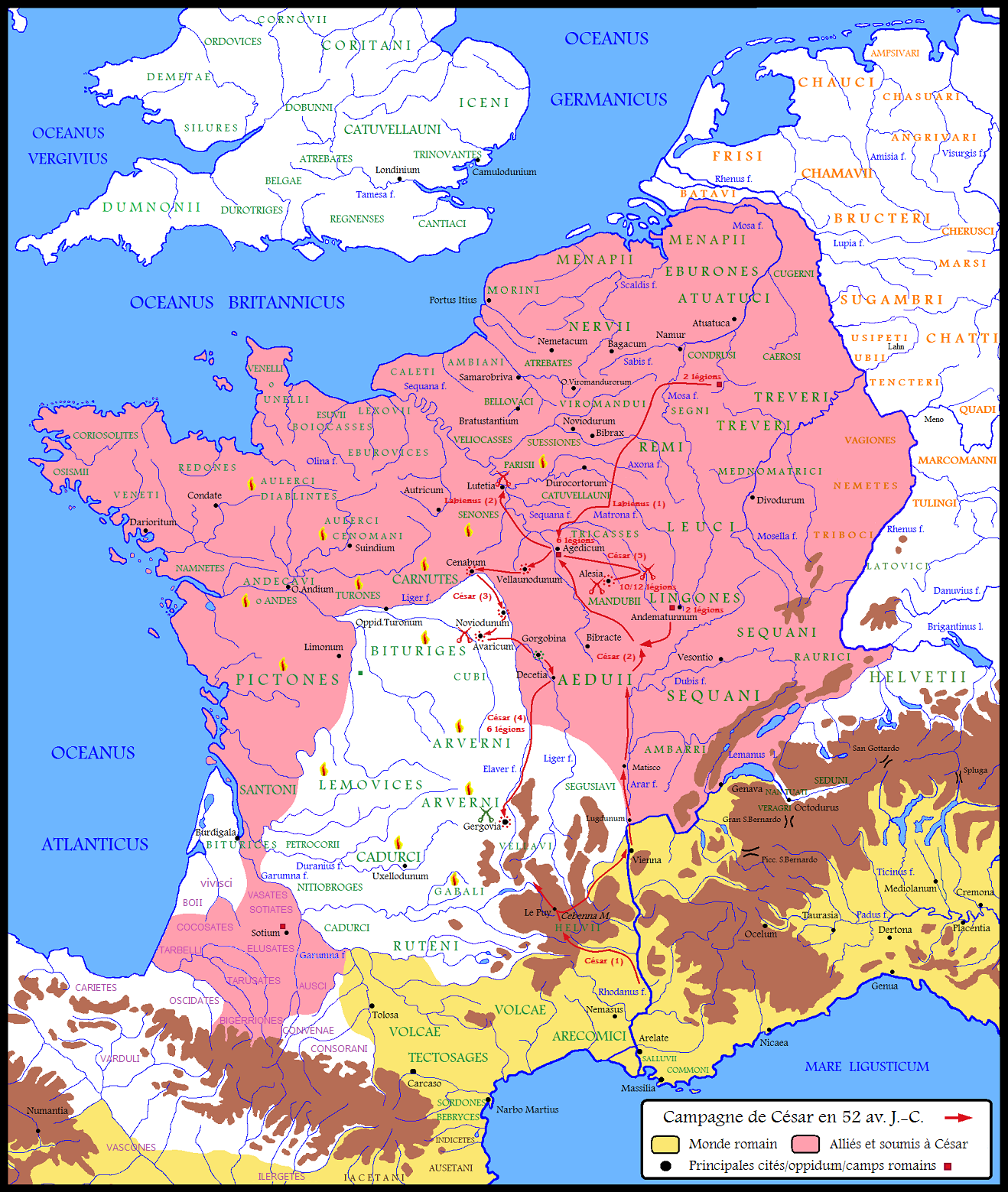
La campagne de Jules César en -52.

Pour Jules César, il était impératif de s'assurer le contrôle de Cenabum et de son port, durant sa conquête de la Gaule. Il réussit facilement à établir son protectorat sur les Carnutes, en s'assurant la collaboration du notable gaulois Tasgétios, qu'il rétablit sur le trône de ses aïeux en récompense de services rendus.
Le port de Cenabum devient un centre d'approvisionnement en grains pour les Romains.
En -54, César doit faire face à plusieurs rébellions. À Cenabum, Tasgétios, considéré comme traître, est exécuté par les autochtones. César ordonne alors à Lucius Munatius Plancus de rétablir l'ordre et de punir les responsables.
Une nouvelle insurrection gauloise intervient en -53 ; elle est menée par Cotuatos et Conconnetodumnos, puis par Vercingétorix. Les négociants romains qui s'étaient établis à Cenabum, l'intendant Caïus Fufius Cita, que César avait installé pour contrôler le commerce et assurer l'approvisionnement en grains des légions, sont tous massacrés ou jetés dans la Loire par les Carnutes qui avaient pénétré dans la cité. Ce soulèvement motive la septième campagne de César.
En -52, César, accouru d'Italie avec une étonnante rapidité et parvenu à Agedincum (Sens), fond en quelques marches sur Cenabum, dont il n'a pas même besoin de faire le siège. À son approche, la population veut s'enfuir par le pont de bois sur la Loire ; tandis qu'elle s'écrase dans cet étroit débouché, les Romains escaladent les remparts. Tous les habitants sont massacrés et la ville est livrée au pillage et aux flammes. Le gutuater carnute, désigné responsable des actes de rébellion gaulois, est exécuté.
Au départ de César, Caius Trebonius et deux légions romaines sont installés pour administrer la ville en ruine, qui est rattachée à la province de la Gaule lyonnaise. Celle-ci restera en l'état jusqu'en 273 et la visite du 38e empereur romain, Aurélien. La période est marquée par le pillage de la ville vers 260 par les Alamans puis les Germains.

## Urbs Aurelianorum
Au IIIe siècle (273-274), Aurélien relève la ville de ses ruines, reconstruit son enceinte, la détache du pays des Carnutes ; elle prend alors le nom d’urbs Aurelianorum, . De nouvelles murailles et un fossé sec entourent la ville ; au sud, la muraille est baignée par la Loire. Le périmètre de la nouvelle enceinte est estimé à 1 100 mètres.
Accompagnés des Vandales, les Alains franchissent la Loire en 408. Un de leurs groupes, dirigé par Goar, accepte de se joindre aux forces armées romaines. Aetius l'installe sur la Loire et à Orléans vers 440. Selon Constance de Lyon, cette installation est destinée à châtier une rébellion locale. Ces Alains, turbulents, sont très mal perçus par les autochtones. Leur installation se traduit par des confiscations de terres et des expulsions de propriétaires,. Goar s'installe à Orléans même, tandis que de nombreux Alains s'installent entre Seine et Loire et en particulier dans le nord de l'Orléanais. On retrouve dans le nom de nombreuses localités de l'Orléanais un rappel de l'installation de ce peuple : Allaines, Allainville, Alaincourt,.
Attila assiège Orléans en 451, et y est défait par la coalition d'Aetius, de Mérovée et de Théodoric. En 451, le roi des Alains est toujours installé à Orléans ; il s'agit alors de Sangiban. Sous son commandement, les Alains se joignent aux forces d'Aetius qui s'opposent à Attila, lequel avait envahi la Gaule, et prennent part à la bataille des champs Catalauniques. Toutefois, selon Jordanès, Sangiban aurait d'abord cherché à trahir et aurait envisagé de livrer Orléans à Attila. La réalité de cette intention est cependant discutée.

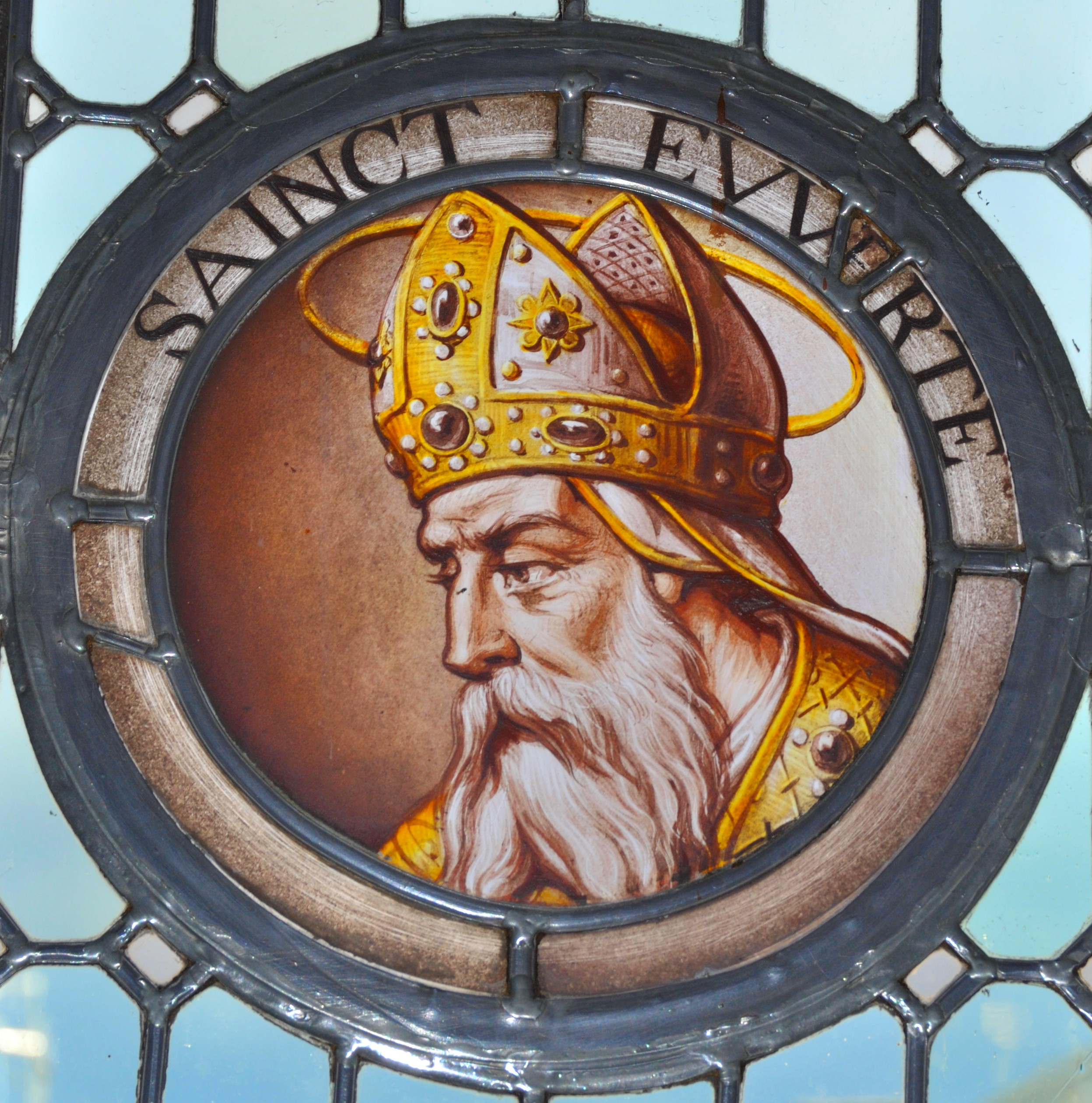
Représentation de Saint-Euverte sur un vitrail de l'hôtel Groslot à Orléans.

Aignan d'Orléans meurt en 453, après avoir contribué à défendre la ville des invasions barbares. Il deviendra par la suite le saint patron de la ville. La chute de l'Empire romain correspond à une période de crise économique et à la christianisation de la population. Euverte d'Orléans est l'un des premiers évêques de la ville.
L'indépendance des Romains d'Aurelianorum s'achève en 498, lorsque la ville est conquise par les envahisseurs germaniques et rattachée au territoire de Clovis Ier, roi des Francs, issu de la dynastie des Mérovingiens. Un important concile s'y tient en 511.

## Toponymie
Orléans a porté durant l'Antiquité les noms successifs de Cenabum, ou Genabum, puis d'urbs Aurelianorum ou civitas Aurelianorum.
Le premier nom, également orthographié Genab, a également été attribué à la ville voisine de Gien, sur la Loire, plus à l'est. Plusieurs étymologies ont été proposées : celle le faisant dériver de mots latins, genius, le génie, et bund, le fond, pour « fondement du génie » ; une deuxième hypothèse emprunte au celtique gen, pointe ou tête, et au persan ab, eau, pour « ville dominant un cours d'eau ».
Une plaque de marbre portant entre autres l'inscription « Cenab » est découverte en 1846, lors de la construction d'une ligne de chemin de fer, dans le faubourg Saint-Vincent à Orléans. Le lieu correspond à une ancienne voie romaine reliant la ville à Lutèce. La découverte permet d'étayer la thèse selon laquelle Cenabum était située à Orléans, et non à Gien.
Le nom d’Aurelianum pourrait être issu du nom d'empereurs romains : Marc Aurèle, qui aurait fait embellir la ville en 163, ou Aurélien, qui la fit rebâtir en 273. Selon une autre hypothèse, la ville tiendrait son nom de la mère de Jules César, Aurelia Cotta. Une étude de Jacques Soyer relègue ces hypothèses au statut de légende, Aurelia descendant, d'après ses recherches, du nom de la gens Aurelia, qui possédait des terres à Cenabum.
Le nom moderne de la ville semble être issu d'une corruption du mot Aurelianum.